# Värmlands län
Värmlands län är ett län beläget i västra Svealand. Residensstaden är Karlstad och landshövding sedan 9 december 2019 är Georg Andrén. Han efterträdde Kenneth Johansson. Värmlands län utgör valkrets vid riksdagsval i Sverige.

## Historia

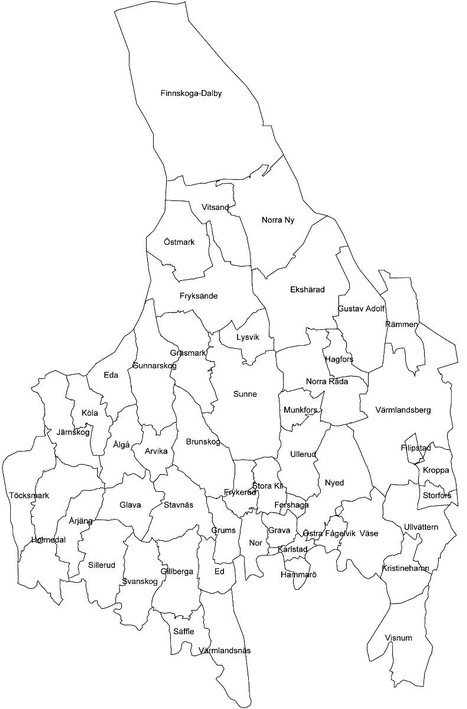
Kommuner i Värmlands län före 1970-talet

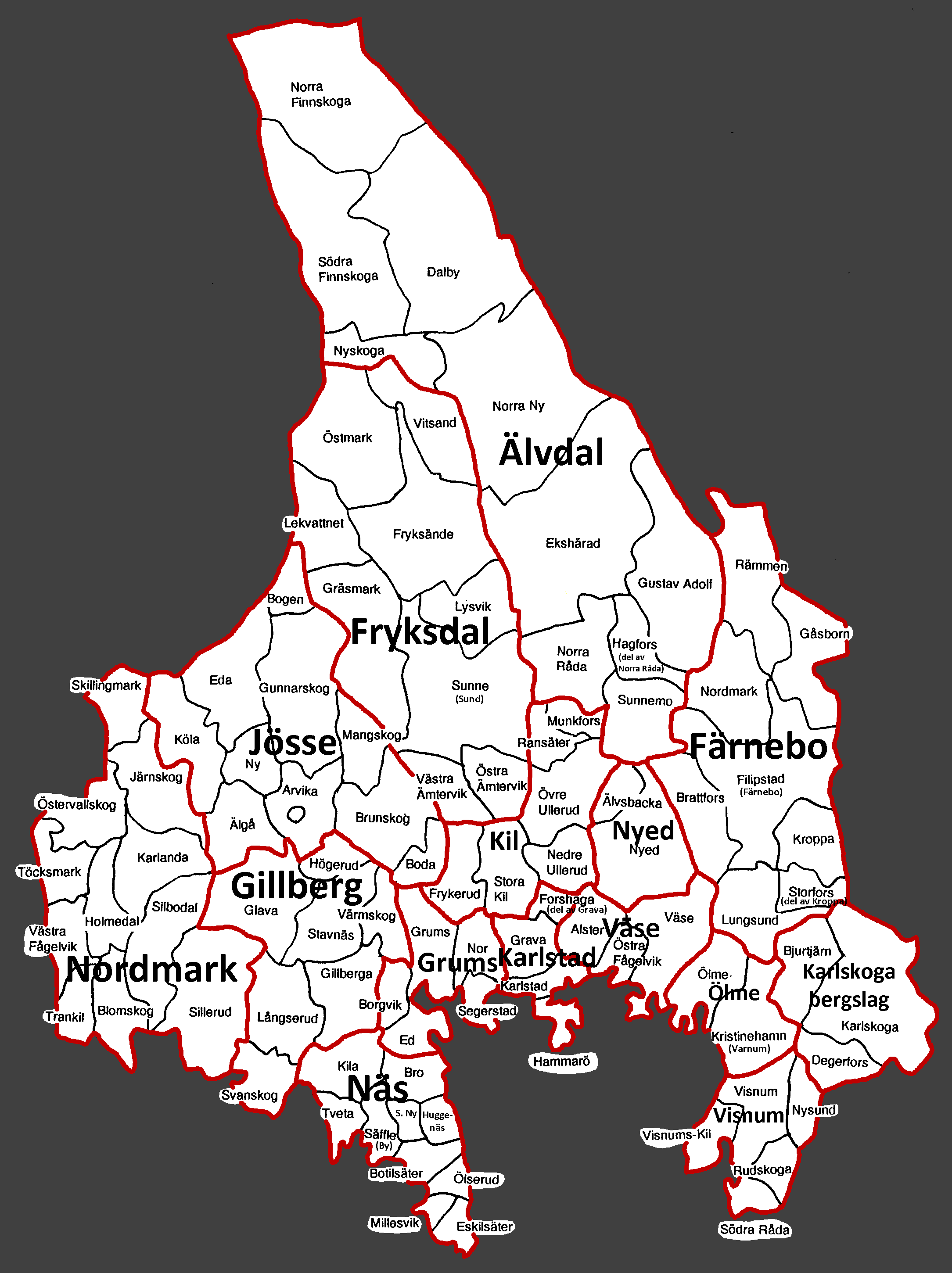
Härader i Värmland

Värmlands län bildades första gången 1639 vilket då bara varade till 1654 och åtebildades 1779. I mellanperioderna och från 1634 ingick området i Närkes och Värmlands län. Ibland har det kallats för Karlstads län efter residensstaden.

## Geografi
Värmlands län motsvarar 4,3 procent av Sveriges yta, 17 583 km² och är Sveriges till ytan åttonde största län. I länet bor 2,9 procent av Sveriges befolkning.
Värmlands län sammanfaller i huvudsak med landskapet Värmland, frånsett Karlskoga kommun och delar av Degerfors kommun som hör till landskapet, men som tillhör Örebro län. Norra delen av Gullspångs kommun (Södra Råda socken) i Västra Götalands län tillhör också Värmland. Delar av Silleruds och Svanskogs församlingar (Dalboredden) ligger dock i Dalsland och nordligaste delen av Filipstads kommun ligger i Dalarna.
Länet gränsar till Dalarnas län och Örebro län i norr och öster, samt till Västra Götalands län i söder. I väster gränsar det till Akershus, Østfold och Innlandet fylke i Norge.

## Styre och politik

### Administrativ indelning

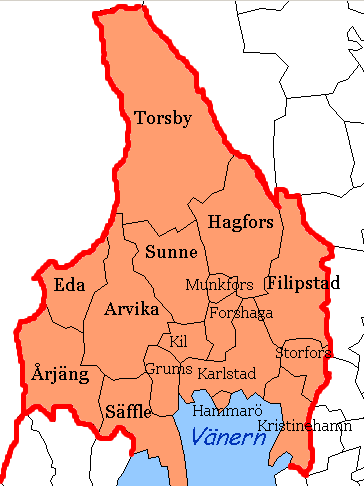
Kommuner i Värmlands län

Folkmängd per 31 mars 2025
| Vapen | Namn                 | Folkmängd | Yta (km²) | Befolkningstäthet (inv/km²) |
| ----- | -------------------- | --------- | --------- | --------------------------- |
|       | Karlstads kommun     | 98 119    | 1 167     | 72                          |
|       | Arvika kommun        | 25 519    | 1 659     | 16                          |
|       | Kristinehamns kommun | 23 693    | 746       | 32                          |
|       | Hammarö kommun       | 16 987    | 56        | 260                         |
|       | Säffle kommun        | 14 839    | 1 129     | 14                          |
|       | Sunne kommun         | 13 360    | 1 297     | 10                          |
|       | Kils kommun          | 12 047    | 359       | 33                          |
|       | Torsby kommun        | 11 314    | 4 186     | 3                           |
|       | Hagfors kommun       | 11 381    | 1 834     | 7                           |
|       | Forshaga kommun      | 11 474    | 350       | 33                          |
|       | Filipstads kommun    | 9 744     | 1 545     | 7                           |
|       | Årjängs kommun       | 9 799     | 1 417     | 7                           |
|       | Grums kommun         | 8 965     | 385       | 24                          |
|       | Eda kommun           | 8 401     | 824       | 11                          |
|       | Storfors kommun      | 3 783     | 394       | 11                          |
|       | Munkfors kommun      | 3 623     | 141       | 28                          |

## Befolkning

### Demografi

#### Tätorter
De största tätorterna i länet:
| Nr | Tätort       | Kommun               | Folkmängd (31 december 2020) |
| -- | ------------ | -------------------- | ---------------------------- |
| 1  | Karlstad     | Karlstads kommun     | 67 122                       |
| 2  | Kristinehamn | Kristinehamns kommun | 18 597                       |
| 3  | Skoghall     | Hammarö kommun       | 14 489                       |
| 4  | Arvika       | Arvika kommun        | 14 383                       |
| 5  | Säffle       | Säffle kommun        | 9 241                        |
| 6  | Kil          | Kils kommun          | 7 836                        |
| 7  | Forshaga     | Forshaga kommun      | 6 448                        |
| 8  | Filipstad    | Filipstads kommun    | 6 248                        |
| 9  | Skåre        | Karlstads kommun     | 5 441                        |
| 10 | Sunne        | Sunne kommun         | 5 113                        |

Residensstaden är i fet stil

#### Befolkningsutveckling
| Befolkningsutvecklingen i Värmlands län 1805–2024 | Befolkningsutvecklingen i Värmlands län 1805–2024 | Befolkningsutvecklingen i Värmlands län 1805–2024 | Befolkningsutvecklingen i Värmlands län 1805–2024 | Befolkningsutvecklingen i Värmlands län 1805–2024 |
| ------------------------------------------------- | ------------------------------------------------- | ------------------------------------------------- | ------------------------------------------------- | ------------------------------------------------- |
|                                                   |                                                   |                                                   |                                                   |                                                   |
| År                                                |                                                   |                                                   | Invånare                                          |                                                   |
| 1805                                              | 1805                                              |                                                   | 140 100                                           | 140 100                                           |
| 1810                                              | 1810                                              |                                                   | 134 808                                           | 134 808                                           |
| 1815                                              | 1815                                              |                                                   | 140 977                                           | 140 977                                           |
| 1820                                              | 1820                                              |                                                   | 148 260                                           | 148 260                                           |
| 1825                                              | 1825                                              |                                                   | 163 372                                           | 163 372                                           |
| 1830                                              | 1830                                              |                                                   | 172 858                                           | 172 858                                           |
| 1835                                              | 1835                                              |                                                   | 186 783                                           | 186 783                                           |
| 1840                                              | 1840                                              |                                                   | 195 546                                           | 195 546                                           |
| 1845                                              | 1845                                              |                                                   | 209 596                                           | 209 596                                           |
| 1850                                              | 1850                                              |                                                   | 221 885                                           | 221 885                                           |
| 1855                                              | 1855                                              |                                                   | 232 521                                           | 232 521                                           |
| 1860                                              | 1860                                              |                                                   | 247 171                                           | 247 171                                           |
| 1865                                              | 1865                                              |                                                   | 259 612                                           | 259 612                                           |
| 1870                                              | 1870                                              |                                                   | 260 392                                           | 260 392                                           |
| 1875                                              | 1875                                              |                                                   | 267 081                                           | 267 081                                           |
| 1880                                              | 1880                                              |                                                   | 268 417                                           | 268 417                                           |
| 1885                                              | 1885                                              |                                                   | 259 958                                           | 259 958                                           |
| 1890                                              | 1890                                              |                                                   | 253 326                                           | 253 326                                           |
| 1895                                              | 1895                                              |                                                   | 252 915                                           | 252 915                                           |
| 1900                                              | 1900                                              |                                                   | 254 284                                           | 254 284                                           |
| 1905                                              | 1905                                              |                                                   | 255 142                                           | 255 142                                           |
| 1910                                              | 1910                                              |                                                   | 260 135                                           | 260 135                                           |
| 1915                                              | 1915                                              |                                                   | 260 447                                           | 260 447                                           |
| 1920                                              | 1920                                              |                                                   | 268 681                                           | 268 681                                           |
| 1925                                              | 1925                                              |                                                   | 270 467                                           | 270 467                                           |
| 1930                                              | 1930                                              |                                                   | 269 998                                           | 269 998                                           |
| 1935                                              | 1935                                              |                                                   | 273 293                                           | 273 293                                           |
| 1940                                              | 1940                                              |                                                   | 267 731                                           | 267 731                                           |
| 1945                                              | 1945                                              |                                                   | 272 275                                           | 272 275                                           |
| 1950                                              | 1950                                              |                                                   | 281 396                                           | 281 396                                           |
| 1955                                              | 1955                                              |                                                   | 288 580                                           | 288 580                                           |
| 1960                                              | 1960                                              |                                                   | 291 074                                           | 291 074                                           |
| 1965                                              | 1965                                              |                                                   | 287 097                                           | 287 097                                           |
| 1970                                              | 1970                                              |                                                   | 284 688                                           | 284 688                                           |
| 1975                                              | 1975                                              |                                                   | 284 249                                           | 284 249                                           |
| 1980                                              | 1980                                              |                                                   | 284 070                                           | 284 070                                           |
| 1985                                              | 1985                                              |                                                   | 279 183                                           | 279 183                                           |
| 1990                                              | 1990                                              |                                                   | 283 110                                           | 283 110                                           |
| 1995                                              | 1995                                              |                                                   | 284 011                                           | 284 011                                           |
| 2000                                              | 2000                                              |                                                   | 275 003                                           | 275 003                                           |
| 2005                                              | 2005                                              |                                                   | 273 288                                           | 273 288                                           |
| 2010                                              | 2010                                              |                                                   | 273 265                                           | 273 265                                           |
| 2015                                              | 2015                                              |                                                   | 275 904                                           | 275 904                                           |
| 2020                                              | 2020                                              |                                                   | 282 885                                           | 282 885                                           |
| 2024                                              | 2024                                              |                                                   | 283 384                                           | 283 384                                           |
| Källa: Regionfakta                                |                                                   |                                                   |                                                   |                                                   |

#### Migration
Värmlands län hade den nästa största utvandringen bland samtliga svenska län mellan 1851 och 1910. Länet hade den största utvandringen till USA bland samtliga svenska län under perioden. Sammanlagt utvandrade 97 234 personer från Värmlands län mellan 1851 och 1910. Av dessa utvandrade 77 574 personer till USA.

## Kultur

### Traditioner

#### Kultursymboler och viktiga personligheter
Länsvapnet
Blasonering: I fält av silver en blå örn med röd beväring.
Eftersom landskap och län i det närmaste överensstämmer fastställdes Värmlands landskapsvapen även som länsvapen år 1936.